# (22901) Ivanbella
(22901) Ivanbella est un astéroïde de la ceinture principale.

## Description
(22901) Ivanbella est un astéroïde de la ceinture principale. Il fut découvert le 12 octobre 1999 à l'Observatoire d'Ondřejov par Peter Kušnirák et Petr Pravec. Il présente une orbite caractérisée par un demi-grand axe de 2,56 UA, une excentricité de 0,15 et une inclinaison de 5,7° par rapport à l'écliptique.

## Compléments